# Жилинска књига
Жилинска књига (слч. Žilinská kniha) представља највредније писмено наслеђе средњег века у Словачкој, а уједно и најстарији сачувани запис на словачком језику који се налази у данашњој Словачкој. Писана је на три језика (латинском, немачком и словачком) у периоду од 1378. до 1561. године и састоји се од три дела. Први део чини препис Магдебуршког законика на немачком језику, који је 1378. године направио Микулаш од Лукова. Други део је његов препис на словачком језику настао 1473. године, док трећи и најобимнији део чине имовински и приватни записи вођени у континуитету од 1380. до 1524, након чега су спорадично уношени до 1561. године. Жилинску књигу сачињава 149 листова папира димензија 29 x 22 cm, укоричених у XV веку. Данас је смештена у Државном архиву у Жилини, а 1988. године је проглашена за народни културни споменик.